# トマス・ダドリー
トマス・ダドリー（英: Thomas Dudley、1576年10月12日 - 1653年7月31日）は、17世紀にマサチューセッツ湾植民地の総督を前後4回務めた政治家である。ニュータウン、後のケンブリッジの主要な設立者であり、この町では最初の家屋を建てた。ロクスベリー・ラテン学校を設立するために土地と資金を提供し、1650年に総督を務めていたときにはハーバード・カレッジの新しい認証書に署名した。ダドリーは敬虔なピューリタンであり、自分の見解に合わない宗教的考え方には反対した。この点に関してジョン・ウィンスロップのようなマサチューセッツ初期の指導者達よりも頑固だったが、ジョン・エンデコットほど対立的ではなかった。
ダドリーはイギリスのダドリー男爵の傍系で軍人の息子だったが、父はダドリーが若い時に死んだ。ユグノー戦争の時は軍務に就き、その後幾らかの法律に関する訓練を積んで、リンカン伯爵の親類のような仕事を始めた。リンカンの周辺にいた他のピューリタンと共にマサチューセッツ湾植民地の設立組織化に貢献し、1630年にはウィンスロップと共に船で新世界に渡った。植民地では1年間任期の総督を4度務めただけだが、他の権威ある役職を歴任した。
ダドリーの子孫には、初期アメリカの詩人である娘のアン・ブラッドストリート（1612年-1672年）のほか、多くの有名人がいる。20世紀に朽ちてしまったハーバード・ヤードの門の1つはダドリーの名前が付けられ、またハーバードのダドリー・ハウスもその一家の名が付けられたものである。

## 初期の経歴
トマス・ダドリーは1576年10月12日に、イングランドのノーサンプトンシャー、ノーザンプトンに近い村のヤードリーヘイスティングスで生まれた。父はロジャー・ダドリー、母はスザンナ（旧姓ソーン）だった。父はイギリス陸軍の大尉であり、戦死したと考えられる。1590年のイブリの戦い（ユグノー戦争）で戦死したと考えられたときもあったが、スザンナ・ダドリーが未亡人になったのは1588年以前だったと分かったので、この戦闘の可能性は少ない。1586年のズトフェンンの包囲戦のときに父のロジャーが戦死したとも示唆されてきた。一家はダドリー (イングランド)にあるダドリー城のサットン・ダドリーとの関係を長く主張していた。家の紋章には似た所があるが、共通の先祖がある可能性以上の関係がこれまではっきりと示されたことはない。ダドリーの母はピュアフォイの先祖を通じてイングランド王ヘンリー2世（1133年-1189年）の子孫であり、生まれの良い若者と同様にトマス・ダドリーは貴族の小姓になった。彼の場合は近くにあるアシュビー城のコンプトン男爵ウィリアムの家の小姓だった。後にエリザベス1世からの呼びかけに応じて1個中隊を立ち上げ、ユグノー戦争ではフランスのアンリ4世の軍に従軍し、1597年のアミアンの包囲戦に参加していた。
ダドリーは陸軍から退役した後、ノーサンプトンシャーに戻った。その後、母の親戚であるオーガスティン・ニコルズ卿の所に事務員として入った。ニコルズは弁護士で、後には判事となり、当時多くの判事が収賄など悪事との関わりを疑われていた中で、その正直さが認められていた。ニコルズはピューリタンに同情的でもあった。ニコルズの法律関連の事項やその宗教的見解に触れて、ダドリーはおそらく大きな影響を受けた。1616年にニコルズが急死した後、第4代リンカン伯爵セオフィラス・クリントンの所に入り、伯爵の幾らかの資産を管理する執事を務めた。伯爵のリンカンシャーにある資産は、非国教徒思想の中心であり、ダドリーは伯爵の仕事をするようになった時に、そのピューリタンの美徳を既に認められていた。ダドリーに関するコットン・マザーの伝記に拠れば、ダドリーは伯爵に遺された財政的困難さのある遺産をうまく処理したので、伯爵はダドリーに財政に関する助言を求めるようになった。ダドリーの任務は全て金銭上のものだけでなく、伯爵がセイ卿の娘と婚約するときに重要な役割を果たしたと言われてもいる。1622年、ダドリーはサイモン・ブラッドストリートの援助を得たが、そのブラッドストリートがダドリーの娘に惹きつけられた。この二人はその6年後、娘が16歳になったときに結婚した。
ダドリーは1624年から1628年の間リンカン伯爵の任務を外れていた。この期間はその増え続ける家族と共にリンカンシャーのボストンに住み、セントボトルフ教会で教区民になっていたと考えられる。この教会ではジョン・コットンが説教を行っていた。ダドリー家は1628年にリンカンの荘園に戻り、その娘のアンが天然痘に罹ってそこで治療を受けた、とされている。

## マサチューセッツ湾植民地
1628年ダドリーなどピューリタンがマサチューセッツ湾会社を結成する決断を下し、北アメリカにピューリタンの植民地を設立することを目指した。同年その会社に発行された土地認可状にダドリーの名前は見られないが、この会社の設立段階に確かに関わっており、その出資者や支持者にはリンカン伯爵の取り巻きにいた多くの人物が含まれていた。この会社はまず、ジョン・エンデコットが率いる小さな開拓者集団を派遣し、マサチューセッツ湾岸にセイラムと呼ぶ開拓地の建設を始めさせた。さらに1629年に第2の集団が派遣された。会社や1629年4月に王室勅許を取得し、同年後半には認可状とともに会社の首脳部を植民地に送ると言う重要な決断をした。株主を移住させ、後に残されたものを買い取ることを可能にしたケンブリッジ合意書は、ダドリーが書いた可能性がある。1629年10月、ジョン・ウィンスロップが総督に選出され、ジョン・ハンフリーがその副官となった。しかし、移民を送る準備をしていた1630年3月に、ハンフリーが直ぐにはイングランドを離れないことに決め、その代わりにダドリーが副官として選ばれた。

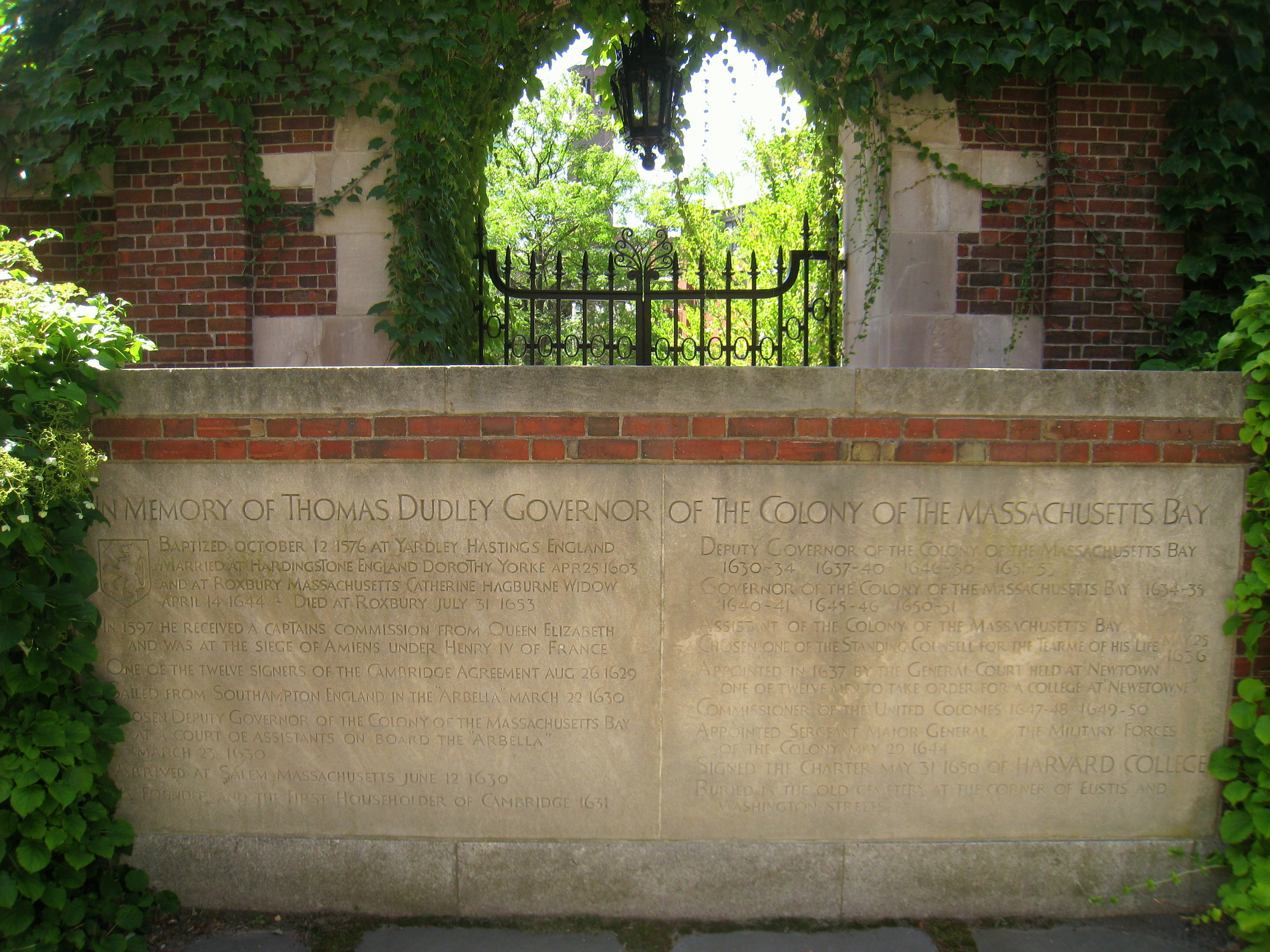
ケンブリッジ市ハーバード大学にあるトマス・ダドリーの記念銘板

1630年4月8日、ダドリーとのその家族は、ウィンスロップ艦隊の旗艦であるアーベラ号で新世界に向けて旅立ち、6月22日にセイラム港に到着した。ウィンスロップとダドリーはセイラムの条件が大きな植民地を作るには向いていないと判断し、チャールズ川流域に進出したが、植民地の首都を置く場所については即座に合意できなかったと考えられる。植民地を築くための時間が限られ、敵対的なフランスの行動の可能性について噂もあったので、指導者達は敵の目標を1つに集中させないために幾つかの場所に開拓者を分散させることにした。1630年から1631年の冬、ダドリーは恐らくボストンで過ごした。そこは指導者達が最初にチャールズタウンを最初の滞在地に選んだ後、水が適切でないと判断した所だった。1631年3月にダドリーがリンカン伯爵夫人に宛てた手紙には、ウィンスロップの艦隊で到着した開拓者の初年度の経験を、息子あるいは請願者と従僕というものを真似する調子で物語っていた。この文書は1696年にジョシュア・スコットウによって植民地初期の文書を集成したときに初めて出版された。

### ケンブリッジの設立
1631年春、指導層はニュータウン（現在のケンブリッジのハーバード広場近く）に植民地の首都を設立することに合意し、測量を行い区画割りが行われた。ダドリー、サイモン・ブラッドストリート、その他の者達がそこに家を建てたが、ウィンスロップはボストンに家を建てることに決めたので、ダドリーは怒った。この決断はダドリーとウィンスロップの間に亀裂を生じさせ、1632年にはダドリーがその地位から辞任してイングランドに戻ることを考えるほどに重大なものになった。他の者が仲裁した後に、二人は和解し、ダドリーが辞意を引き下げた。ウィンスロップは「彼らが平和を保ち、愛と友情の中で良好な関係になった後のことだった」と報告していた。この論争の間、ダドリーの方もウィンスロップがその評議員会に相談することなく行った多くの行動について、総督としての権限を厳しく問うことがあった。ダドリーのウィンスロップとの食い違いは1636年1月にも表面化しており、ウィンスロップが司法判断を大目に見過ぎていたと、他の役人達が一連の告発を行ったときだった。
1632年、ダドリーは自費でニュータウンの周りに防御柵を立てて、1,000エーカー (4 km2) の土地を囲んだ。これは主に野生動物やインディアンの襲撃から守るためだった。その土地は1636年にケンブリッジと改名された。植民地はその地域の社会全てに課税することで、彼に賠償することに合意した。この必要性のために集められた集会が、北アメリカにおける真の代議制政府の最初の例となった。その議題について政府に忠告するために各町が2人ずつの代議員を選んだ。この原則は1634年に植民地全体を治めるために拡大され、この年にダドリーは初めて総督に選ばれ。その任期にあるときに、植民地は軍事を監督し、軍需物資を管理するための委員会を設立した。
1632年、フェルディナンド・ゴージズ卿が、以前のその領土に対する権利を取り戻そうとして、植民地の認証と統治の問題を国王チャールズ1世の枢密院に持ち上げたときに、植民地は法的な脅威の下に入った。ゴージズが挙げた告発に対して植民地の役人が回答書を起草したとき、ダドリーのみが、国王を「聖なる陛下」とよび、イングランド国教会の司教を「尊敬すべき司教」と呼ぶ言葉遣いに反対した。「権限開示令状」が1635年に発行され、認証をイングランドに戻すよう要求していたが、国王の財政的窮状のためにその実行が妨げられ、この問題はなし崩しになった。

### アン・ハッチンソン事件

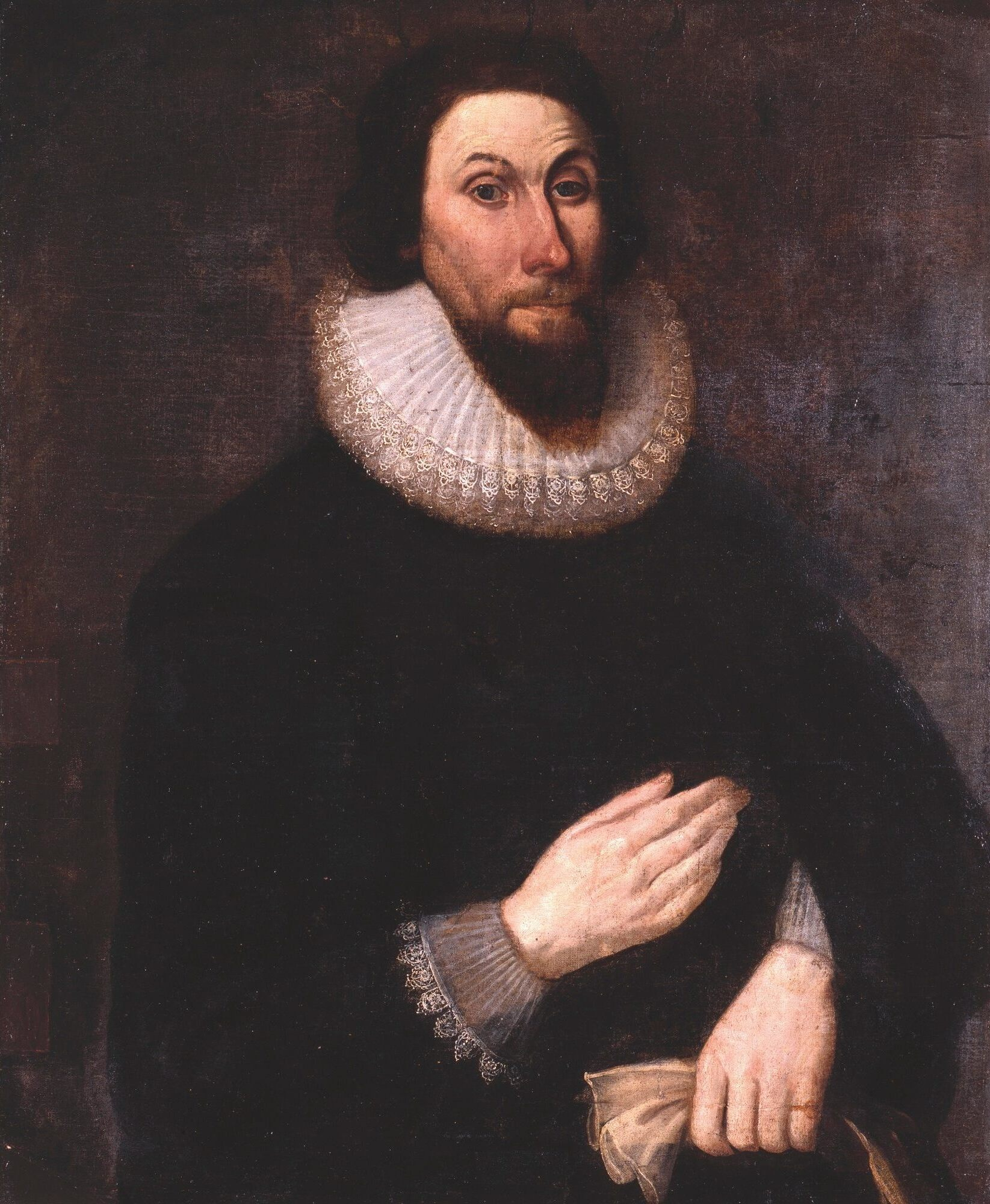
ジョン・ウィンスロップ

1635年とその後の4年間、ダドリーは副総督か評議員に選ばれ続けた。1636年の総督はヘンリー・ベインであり、植民地はアン・ハッチンソンの行動に関して二つに割れた。ハッチンソンは1634年に植民地に移って来て、その庇護者であるジョン・コットンに従い、「神の恩寵の契約」を説きはじめた。一方、ダドリー、ウィンスロップを含め植民地の指導層の大半や牧師の大半は律法主義的見解（「労働の契約」）を信奉した。ベインとコットンがハッチンソンを支持したので、植民地が二分された。無律法主義論争と呼ばれたこの植民地での論争の終わりに、ハッチンソンが植民地から追放され、その結果その追随者の多くが植民地を離れた。ハッチンソンはロードアイランド植民地に入った。そこではロジャー・ウィリアムズも神学論的な食い違いのためにマサチューセッツを好ましからざる人物として追われてきており、ハッチンソンに待避所を提供した。この件に関してダドリーの役割は不明だが、ハッチンソンの側を支持する歴史家達は、ハッチンソンの追放についてダドリーが少なからぬ推進者だったとしている。また植民地がよりしっかりした姿勢を採らず、ハッチンソンの追随者を追放しなかったことに不満だったともしている。
ベインはハッチンソンの事件と、植民地の砦にイングランドの旗を翻させると主張したことのために、その職を追われた。多くのピューリタンはイングランド国旗にあるセント・ジョージ・クロスがカトリックのシンボルであり、ピューリタンにとっては忌み嫌うものだった。ベインの代わりにはウィンスロップが総督になり、その後の3期を務めた。ウィンスロップに拠ればその任期の長さに関する心配があって、1640年にダドリーを総督に選ぶことになったとしていた。
ダドリーとウィンスロップは多くの問題で互いに衝突していたが、ハッチンソン追放の件では合意し、その関係にはかなり肯定的な要素があった。1638年、ダドリーとウィンスロップはそれぞれ「コンコードから北に約6マイル (10 km) 」の土地を払い下げられた。ウィンスロップとダドリーは一緒にその地域を測量に行き、それぞれの土地を選んだとされている。当時総督だったウィンスロップは、当時副総督だったダドリーを持ち上げ、土地を最初に選ぶように譲った。ダドリーの土地がベドフォード町となり、ウィンスロップの土地がビレリカ町となった。二人の土地が接する場所には大きな2つの石が置かれ、それぞれに所有者の名前が彫られた。ウィンスロップはその場所を「2人の兄弟、彼らの子供たちが結婚したことで、彼らが兄弟であることを思い出すために」と表現した。

### その他の政治活動
1640年、ダドリーが総督であるときに、多くの法が成立した。このことで、翌年には「マサチューセッツ自由の主文」が導入されることになった。この文書は後のアメリカ権利章典にも見られる保証項目を含んでいる。その任期中、ダドリーはジョン・ウィンスロップを含む中道派に与し、徐元地元神職者が植民地の政治についてより顕著で明確な役割を果たそうとしていたことに反対した。1645年に再度総督に就任した時、植民地は拡張主義のナラガンセット族に対する戦争の恐れがあった。ナラガンセット族はイングランド人と同盟するモヒガン族と戦争をしていた。このことで、ナラガンセット族の指導者ミアントノミがニューイングランドの植民地と和平合意に署名することになり、それは30年後にフィリップ王戦争が勃発するまで続いた。ダドリーはその年にあった裁判でジョン・ウィンスロップを無罪にすることを宰領した。ウィンスロップは前年にヒンガムの住民から権限乱用で訴えられていた。

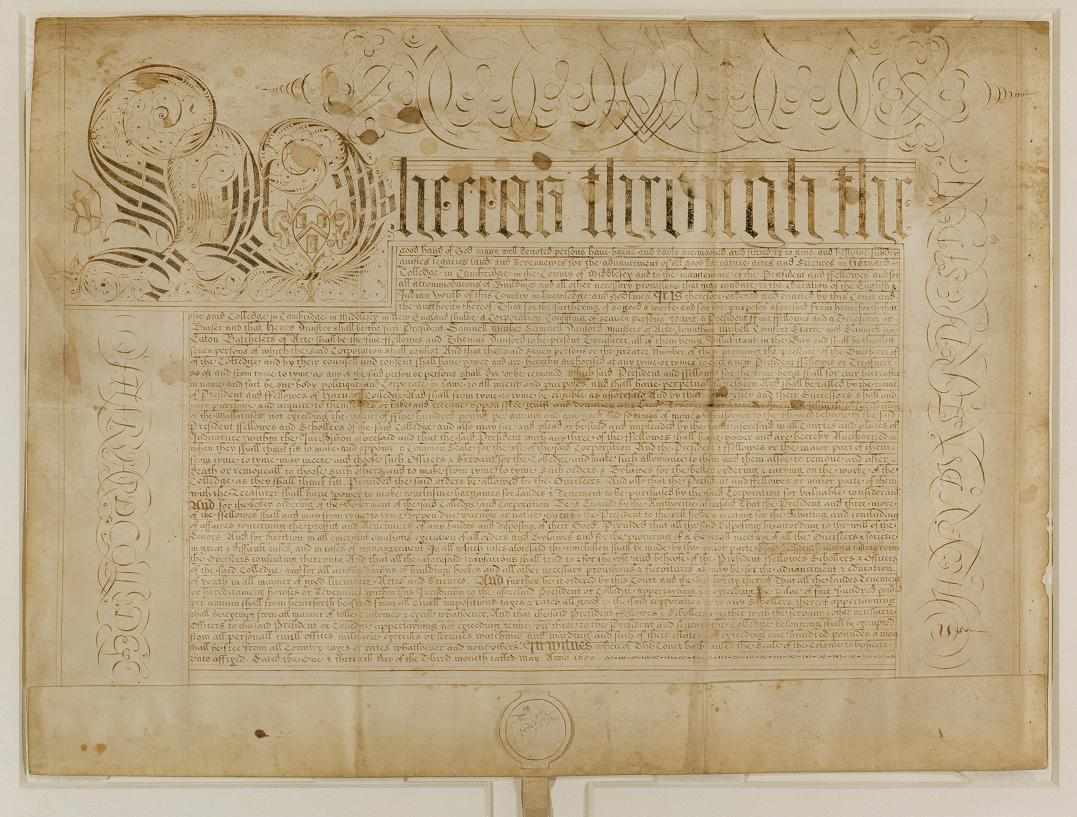
ハーバード・カレッジを承認する認証状、1650年5月30日、ダドリー総督が署名した

1649年、ダドリーは再度ニューイングランド連合のコミッショナーかつ総裁を務めるよう指名された。この組織はニューイングランドの植民地の大半が共通の問題に対処するために設立した上部組織だった。しかし、ダドリーは病気になり（年齢も73歳だった）、その結果任務を果たすことができなかった。ダドリーは病気だったが、1650年に4度目にして最後の総督に選ばれた。この任期中にもっとも著名な行動はハーバード・カレッジに対する新しい認証状の発行であり、またスプリングフィールド住人のウィリアム・ピンチョンが、植民地を支配するピューリタンにとって異端である宗教的見解を解説するために書いた書『我々の贖罪に関する称賛すべき価値』を焚書にする司法判断を下したことだった。ピンチョンは喚問されてその見解を取り下げるよう求められたが、裁判に掛けられる代わりにイングランドに戻ることを選んだ。
ダドリーはマサチューセッツに来てからの大半で、総督でない時は副総督であるか、ニューイングランド連合のコミッショナーの一人を務めたまた植民地の裁判所判事を務め、法典を起草する委員会の委員を務めた。ダドリーの見解は保守的だったが、ジョン・エンデコットほど頑固ではなかった。エンデコットは1632年にイングランドの国旗を傷つけ、その行動を非難され、1年でその職を追われた。ダドリーはこの問題について穏健派の側に付き、この旗にセント・ジョージ・クロスが描かれていることは、国粋主義の象徴の意味合いに弱められていたと考えていた。
プリマス植民地の初期年代記編者であるナサニエル・モートンがダドリーについて、「彼の秩序に対する熱意は、良い法律を考案する時に、また犯罪者、異端者、真の信仰の破壊者にその法を誠実に執行する時に現れた。彼は羊の皮を被っているオオカミを発見する鋭い判断力があった」と記していた。マサチューセッツ初期の歴史家ジェイムズ・サベージはダドリーについて、「公的生活での厳しさと私生活での堅固さが彼の性格であまりにも目についた」と記していた。現代の歴史家としてフランシス・ブレマーはダドリーが、「植民地人が直面する問題に対処するときに、中道のウィンスロップよりも正確できっちりとしていた」と見ている。

### ハーバード・カレッジとロクスベリー・ラテン学校の設立
1637年、植民地は「ニュータウンで新しいカレッジに秩序を与える」委員会を設立した。この委員会はダドリーを含み、植民地の長老の大半で構成された。1638年、子供のいない開拓者であるジョン・ハーバードが植民地に、その蔵書と資産の半分をカレッジのために使うこととして遺贈した。それがその栄誉を称えてハーバード・カレッジと名付けられた。1642年にカレッジの最初の認証が与えられ、第2の認証は1650年に発行されたが、それに署名したのが当時総督だったダドリーだった。ダドリーは長年カレッジの監督者の一人も務めていた。ハーバード大学のダドリー・ハウスは、実際の家屋が壊された後にレーマン・ホールにある管理施設に過ぎないが、ダドリー家にちなんで名付けられている。ハーバード・ヤードには以前ダドリーの娘アンが書いた言葉を印したダドリーゲイトがあった。1940年代に壊され、そこにラモン図書館が造られた。
1643年、ジョン・エリオット牧師がロクスベリーに学校を設立した。当時ロクスベリーに住んでいたダドリーはその学校にかなりの土地と金を寄付した。それが今日、ロクスベリー・ラテン学校として残っている。

## 家族と遺産

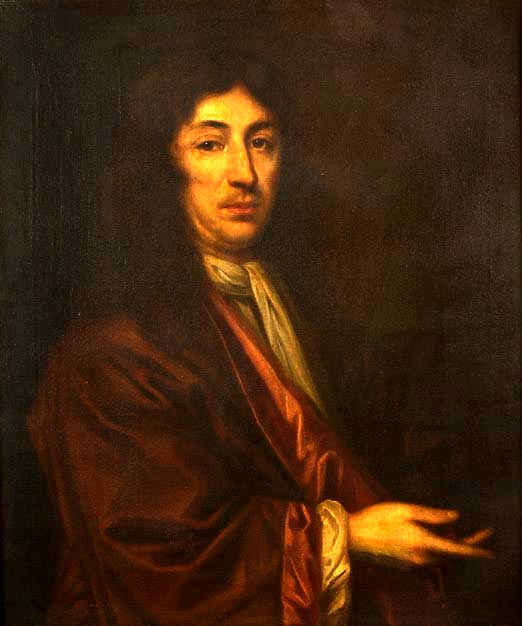
ジョセフ・ダドリーの肖像画、ピーター・レリーの作とされる

ダドリーは1603年にドロシー・ヨークと結婚し、その間に5人の子供をもうけた。長子のサミュエルも新世界に来て、1633年にジョン・ウィンスロップの娘メアリーと結婚し、ダドリー家とウィンスロップ家の結びつきでは最初のものになった。サミュエルは後にニューハンプシャー州エクセターの牧師になった。娘のアンはサイモン・ブラッドストリートと結婚し、北アメリカで最初に詩集を出版した詩人となった。3番目の子供サラは民兵隊の士官ベンジャミン・キーンと結婚した。この夫婦は幸せになれず、植民地で最初の離婚をしたとされている。キーンはイングランドに戻り、結婚を解消した。正式の離婚手続きが行われたか不明だが、サラは再婚した。4番目の子供であるペイシャンスも植民地の民兵隊士官と結婚した。末っ子のマーシーは牧師のジョン・ウッドブリッジと結婚した。ドロシー・ヨークは1643年12月27日に61歳で死んだ。娘のアンはその詩で次のように歌っている。
| Here lies, A worthy matron of unspotted life, A loving mother and obedient wife, A friendly neighbor, pitiful to poor, Whom oft she fed and clothed with her store; | ここに眠る 汚点の無い人生を送った価値ある夫人は 愛する母であり、従順な妻だった 親しき隣人であり、貧しき者には慈善があった その者達にはその店で食事を与え、服を着せた |

1644年ダドリーは未亡人キャサリン・（ダイトン）・ハックバーンと再婚した。キャサリンは高貴なバークリー、ライゴン、ビューシャン家の子孫だった。この夫妻にはデボラ、ジョセフ、ポールの3人の子供が生まれた。ジョセフはニューイングランド王領とマサチューセッツ湾直轄植民地の総督を務めた。ポールは植民地の検認記録官を務めた。ジョセフの息子もポールであり、植民地の検事総長を務めた
1636年、ダドリーはケンブリッジからイプスウィッチに移転し、1639年にはロクスベリーに移転したダドリーは1653年7月31日にロクスベリーで死に、エリオット埋葬地に葬られた。息子のジョセフや孫のポールを初め多くの著名な子孫がそこに埋葬されている。ダドリーの子孫の中には、独立戦争時の海軍指揮官ダドリー・ソルトンストール、やはり独立戦争時の指揮官で私掠船運航者であるポール・ダドリー・サージェント、2004年アメリカ合衆国大統領選挙の民主党大統領候補者であり、マサチューセッツ州選出アメリカ合衆国上院議員のジョン・ケリー、アメリカ合衆国最高裁判所判事のデイビッド・サウター、また過去の政治家としてハーバート・フーバー大統領やニューハンプシャー州選出アメリカ合衆国上院議員ニコラス・ギルマンがいる。マサチューセッツ州ダドリー町はそこの最初の領主だった孫のポールとウィリアムにちなんで名付けられた。
マサチューセッツ州自然保護レクリエーション省がビレリカ町の中にガバナー・トマス・ダドリー公園と呼ぶ土地を所有している。ベドフォードのグレートメドウズ国定野生生物保護区には「トゥー・ブラザーズ」という岩があり、この地域はトゥー・ブラザーズ・ロックス＝ダドリー道路歴史地区としてアメリカ合衆国国家歴史登録財に指定されている。

## 関連図書
- Dudley, Dean (1848). The Dudley Genealogies and Family Records. Boston, MA: self-published. OCLC 3029090
- Governor Thomas Dudley Family Association (1894). The First Annual Meeting of the Governor Thomas Dudley Association, Boston, Ma., 17 Oct. 1893. Boston, MA: self-published. OCLC 9274332